# Bramwell Tillsley
Bramwell Harold Tillsley (* 18. August 1931 in Kitchener; † 2. November 2019) war von 1993 bis 1994 der 14. General der Heilsarmee.
Der Sohn von Salutisten wurde in Kitchener in Ontario (Kanada) geboren. Seine Eltern waren 1928 aus dem Vereinigten Königreich nach Kanada ausgewandert.
Als Kind und Jugendlicher nahm er an den verschiedenen Angeboten der Kinder- und Jugendarbeit teil, die von der örtlichen Heilsarmee-Gemeinde (Korps) angeboten wurden. Bei einem Musikwettbewerb, bei dem er den ersten Preis gewann, lernte er seine spätere Frau Maude Pitcher kennen, die bei dem Wettbewerb den zweiten Preis gewann. Die beiden heirateten 1953. Im darauf folgenden Jahr wurde ihr erstes Kind Barbara geboren.
Das Ehepaar besuchte das Ausbildungszentrum für Heilsarmee-Offiziere. Sie schlossen diese Ausbildung 1956 ab und wurden daraufhin Gemeindeleiter (Korpsoffiziere) in Windsor (Nova Scotia) und anschließend in Oakville (Ontario).
Nach der Zeit als Korpsoffizier ging das Ehepaar für sechs Jahre nach London, um am dortigen William Booth Memorial Training College, dem internationalen Offiziersausbildungszentraum der Heilsarmee, zu unterrichten.
Nach diesen sechs Jahren wurden sie wieder nach Kanada versetzt, um als Korpsoffiziere das Korps Toronto-Nord zu leiten. Anschließend wurde Tillsley ans Ausbildungszentrum in Toronto berufen, um dort zu unterrichten. Als Ausbildungsleiter arbeitete er danach zunächst in Neufundland und später im Territorium USA-Ost.
Im August 1981 wurde Tillsley Rektor des William Booth Memorial Training College in London.
Als Chefsekretär (Stellvertreter des Territorialleiter) kam Oberst Tillsley 1989 in das Territorium USA-Süd, 1989 wurde er dessen Territorialleiter.
1989 folgte die Ernennung zum Territorialkommandeur des Territoriums Australien-Süd.
1991 wurde Kommandeur Tillsley zum Stabschef der Heilsarmee ernannt.
Am 28. April 1993 wählte der Hohe Rat der Heilsarmee ihn im vierten Wahlgang mit 29 zu 19 Stimmen zum 14. General der Heilsarmee.
Nach nur 10 Monaten und neun Tagen gab General Tillsley mit Berufung auf gesundheitliche Gründe am 18. Mai 1994 seinen Rücktritt bekannt.

## Werke
- Gesinnt wie Christus – positiv und gelassen durchs Leben (orig.: „This Mind In You“). Hänssler, Holzgerlingen 1999, ISBN 3-7751-3401-8.
- Life In The Spirit
- Life More Abundant
- Manpower For The Master